# Schloss Gutenberg
Schloss Gutenberg steht auf einem vorspringenden Felsen an der Raabklamm in der Gemeinde Gutenberg in Österreich. Das Schloss befindet sich heute in Privatbesitz. Es steht unter Denkmalschutz (Listeneintrag).

## Schloss Gutenberg

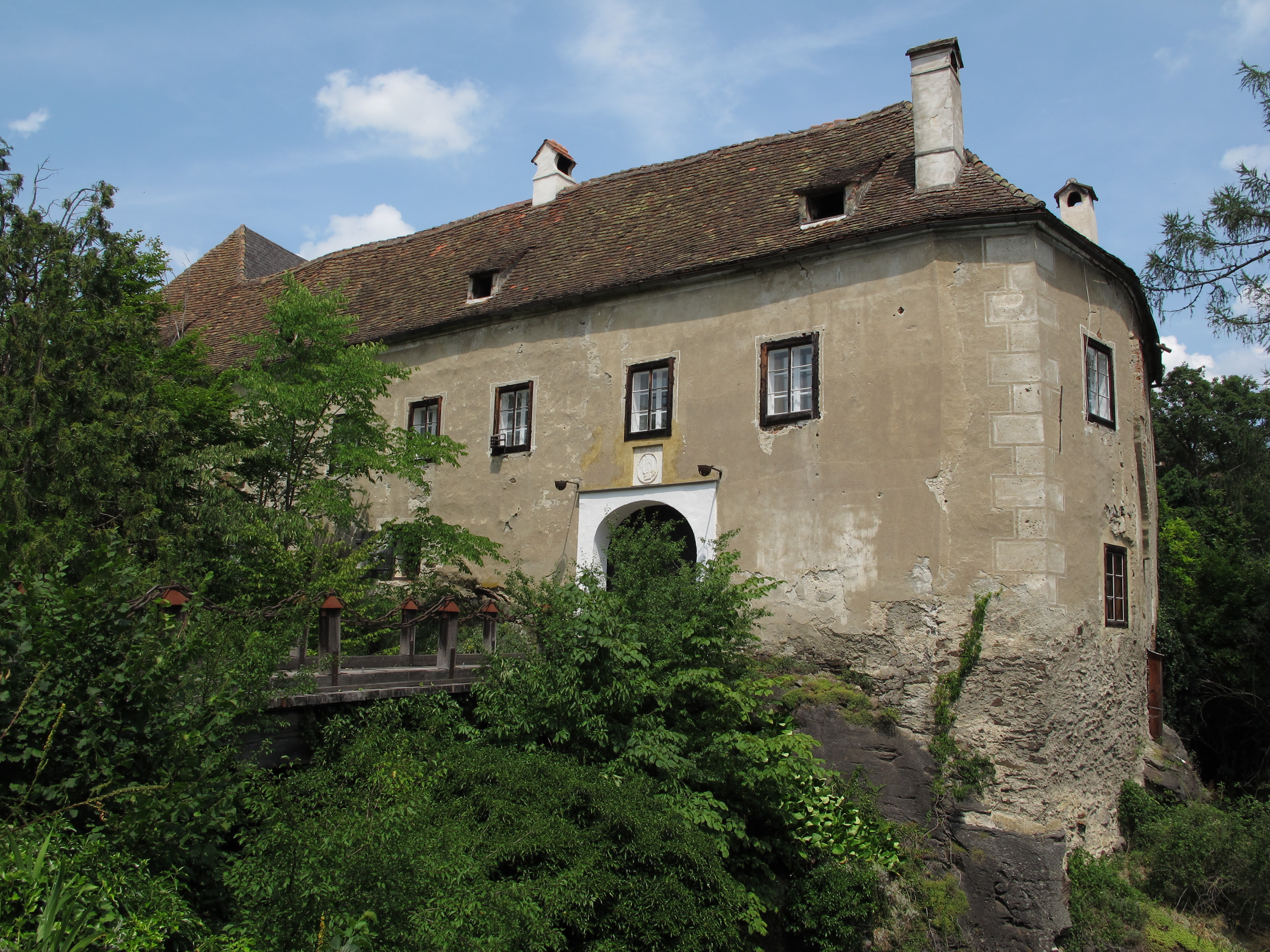
Tordurchfahrt

Das Schloss ist eine Gründung von Luitold III. von Waldstein, der das Schloss im Jahre 1185 bezog. Das Schloss und die Herrschaft Gutenberg sind seit 1286 oder 1288 im Besitz der Adelsfamilie Stubenberg, deren Nachfahren bis heute ansässig sind.
Dem ältesten Bauteil aus dem 12. Jahrhundert wurde im Jahre 1490 eine zweigeschoßige Vorburg beigestellt, welche von zwei Halsgräben gesichert war, der äußere Graben ist heute überbrückt, der innere Graben wurde zugeschüttet. Ab 1567 wurde das Schloss umgebaut und erweitert, womit der mittelalterliche Stil mit Renaissance-Bauteilen vermischt wurde. Es entstand ein unregelmäßiger viergeschoßiger Gebäudekomplex mit beinahe fünfeckigem Grundriss und gleichfalls fünfeckigem Hof. Das Rustikaportal ist südseitig. An der Fassade befindet sich eine barocke Sonnenuhr, datiert 1779.

## Schlosskapelle hl. Pankraz

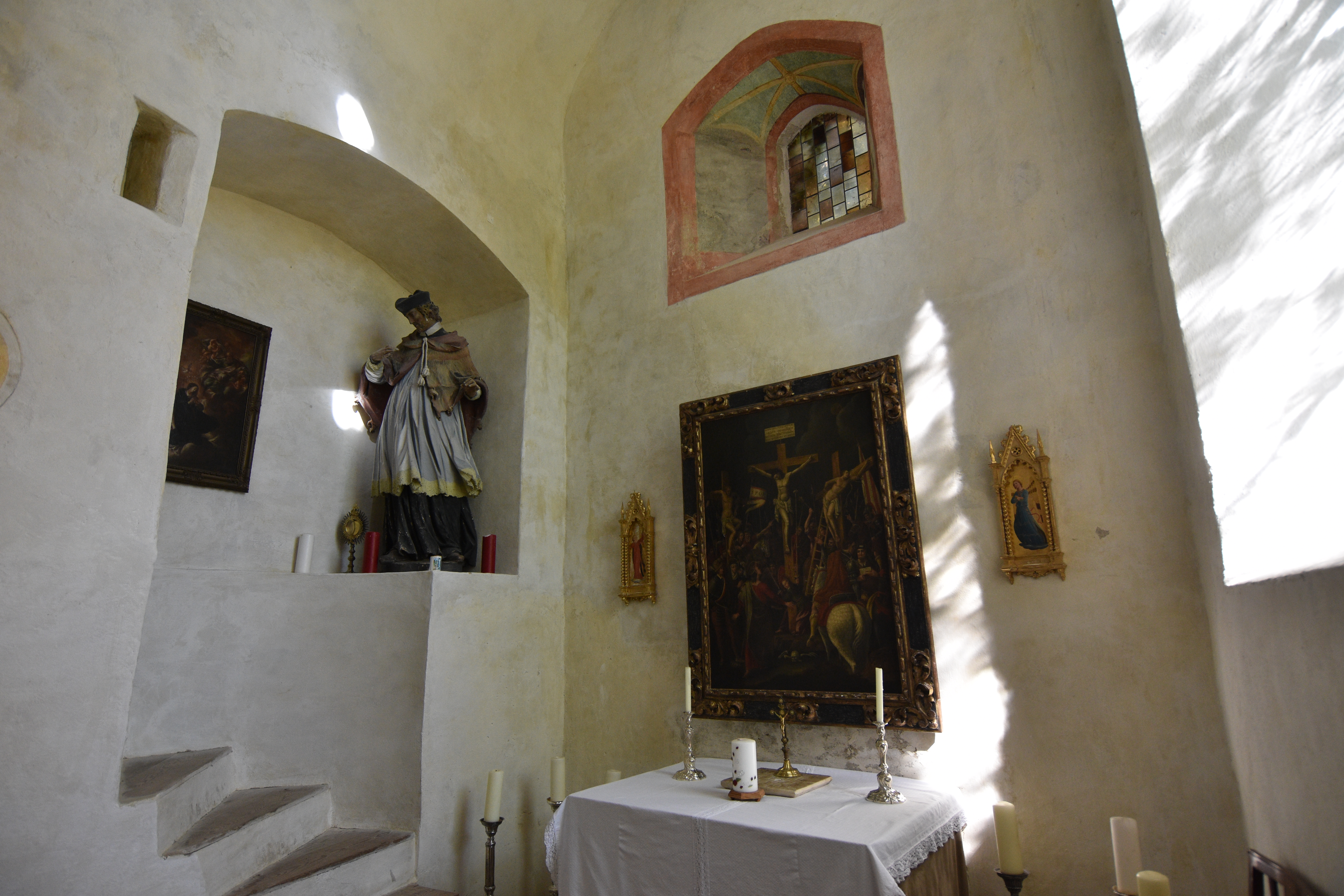
Die Schlosskapelle

Der älteste Bauteil des Schlosses bildet die Südostecke mit der Kapelle hl. Pankraz. Die Kapelle, ursprünglich turmartig über drei Geschoße errichtet, beide oberen Geschoße mit Emporen, ganz unten romanisch mit Tonnengewölbe, wurde im Jahre 1365 geweiht. Der Zutritt erfolgt auf die erste Empore mit Fresken, welche oben durch einen späteren Einzug eines Gewölbes abgeschnitten sind. Die Fresken aus der 2. Hälfte des 14. Jahrhunderts zeigen die hl. Alfa, den hl. Jakobus den Älteren, die Marter der Zehntausend, den hl. Georg und den Zug der hl. drei Könige. Das romanische Fenster hinter dem Altar hat jetzt eine neuzeitliche Verglasung.

## Wirtschaftsgebäude
Die Wirtschaftsgebäude tragen die Jahresangaben 1659 und 1710.

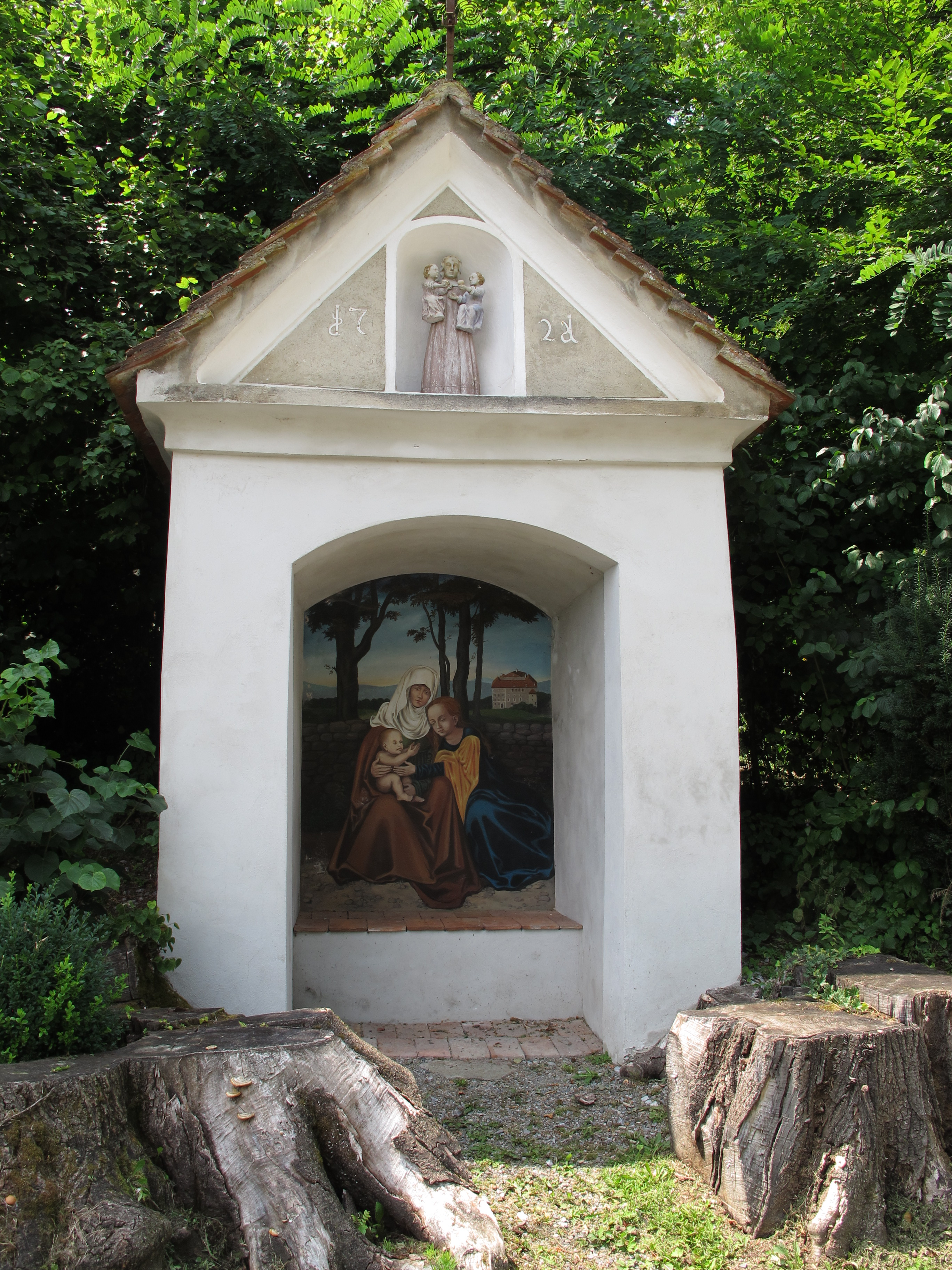
Straßenkapelle von 1721 beim Schloss Gutenberg an der Raabklamm

## Straßenkapellen
An der Zufahrtsstraße ist eine Kapelle um 1721. Die zweite Kapelle ist aus dem 3. Viertel des 18. Jahrhunderts. Auf der Zufahrt stehen auch zwei Steinfiguren, ursprünglich Schloss Wieden bei Kapfenberg, hl. Anna und hl. Johannes Nepomuk, beide von Veit Königer, um 1770.